# Charles B. Middleton
Charles B. Middleton (Elizabethtown, 3 ottobre 1874 – Los Angeles, 22 aprile 1949) è stato un attore statunitense.
Cominciò la sua carriera cinematografica all'età di 46 anni e comparve in quasi duecento film, oltre a numerose opere teatrali.

## Biografia
Middleton lavorò inizialmente come artista circense; a partire dal 1920 entrò nel mondo del cinema, ma fu soltanto con l'avvento dei film sonori che ebbe maggior successo.
Ha spesso recitato in ruoli da antagonista per via della sua voce baritonale e minacciosa; a partire dagli anni '20 collaborò con vari artisti come: Harold Lloyd, Eddie Cantor, Wheeler e Woolsey, Stanlio e Ollio.
Morì per un attacco di cuore a Los Angeles nel 1949 e fu sepolto nell'Hollywood Forever Cemetery, accanto alla moglie Leora Spellman, anch'essa attrice.

## Filmografia parziale
- Il richiamo della terra (The Far Call), regia di Allan Dwan (1929)
- L'appello dell'innocente (East is West), regia di Monta Bell (1930)
- La donna del miracolo (The Miracle Woman), regia di Frank Capra (1931)
- Una tragedia americana (An American Tragedy), regia di Josef von Sternberg (1931)
- I due legionari (Beau Hunks), regia di James W. Horne (1931)
- Il re dei chiromanti (Palmy Days), regia di A. Edward Sutherland (1931)
- La sposa nella tempesta (A House Divided), regia di William Wyler (1931)
- L'isola della perdizione (Safe in Hell), regia di William A. Wellman (1931)
- Il segno della croce (The Sign of the Cross), regia di Cecil B. DeMille (1932)
- Il compagno B (Pack Up Your Troubles), regia di George Marshall (1932)
- La guerra lampo dei Fratelli Marx (Duck Soup), regia di Leo McCarey (1933)
- Un popolo in ginocchio (Massacre), regia di Alan Crosland (1934)
- Il mistero del varietà (Murder at the Vanities), regia di Mitchell Leisen (1934)
- La moglie indiana (Behold My Wife!), regia di Mitchell Leisen (1934)
- Gelosia (The Fixer Uppers), regia di Charley Rogers (1935)
- La riva dei bruti (Frisco Kid), regia di Lloyd Bacon (1935)
- Il sentiero del pino solitario (The Trail of the Lonesome Pine), regia di Henry Hathaway (1936)
- La canzone di Magnolia (Show Boat), regia di James Whale (1936)
- Ed ora... sposiamoci! (Stand-In), regia di Tay Garnett (1937)
- Il mercante di schiavi (Slave Ship), regia di Tay Garnett (1937)
- Maria Walewska (Conquest), regia di Clarence Brown (1937)
- Flash Gordon alla conquista di Marte (Flash Gordon's Trip to Mars), regia di Ford Beebe e Ray Taylor (1938)
- Il terrore dell'Ovest (The Oklahoma Kid), regia di Lloyd Bacon (1939)
- Jess il bandito (Jess James), regia di Henry King (1939)
- I diavoli volanti (The Flying Deuces), regia di A. Edward Sutherland (1939)
- Via col vento (Gone with the Wind), regia di Victor Fleming (1939)
- Capitan Furia (Captain Fury), regia di Hal Roach (1939)
- Flash Gordon - Il conquistatore dell'universo (Flash Gordon Conquers the Universe), regia di Ford Beebe e Ray Taylor (1940)
- Abramo Lincoln (Abe Lincoln in Illinois), regia di John Cromwell (1940)
- Carovana d'eroi (Virginia City), regia di Michael Curtiz (1940)
- I pascoli dell'odio (Santa Fe Trail), regia di Michael Curtiz (1940)
- Island of Doomed Men, regia di Charles Barton (1940)
- Charlie Chan e la crociera del terrore (Charlie Chan's Murder Cruise), regia di Eugene Forde (1940)
- Il richiamo del nord (Wild Geese Calling), regia di John Brahm (1941)
- La ribelle del Sud (Belle Starr), regia di Irving Cummings (1941)
- Batman, regia di Lambert Hillyer (1943)
- Il sole spunta domani (Our Vines Have Tender Grapes), regia di Roy Rowland (1945)
- La città della paura (Station West), regia di Sidney Lanfield (1948)
- The Last Bandit, regia di Joseph Kane (1949)